# 房维中
房维中（1928年2月—2025年3月16日），男，汉族，辽宁海城人。中华人民共和国政治人物。

## 生平
早年求学于长白山师范学校、东北大学社会科学院、东北师范大学。1977年，任国家计划委员会副主任。1993年，担任全国政协经济委员会主任。